# Uru Shimbwe
Uru Shimbwe ist ein Verwaltungsbezirk (Ward) des Distrikts Moshi in der tansanischen Region Kilimandscharo.

## Geografie
Uru Shimbwe liegt im Nordosten von Tansania nördlich der Regionshauptstadt Moshi am Südhang des Kilimandscharo und zwischen den Flüssen Rau im Westen und Mware im Osten. Das Klima ist ein feuchtes Bergwaldklima mit zwei Regenzeiten. Die Hauptregenzeit dauert von März bis Mai, kurze Regenschauer fallen in Oktober und November.
Der Bezirk grenzt im Norden an Ushiri Ukuini und Kelamfua Mokala des Distrikts Rombo, im Osten und Süden an Uru Mashariki, im Südwesten an Uru Kusini und im Westen an Uru Kaskazini. Bei der Volkszählung 2022 lebten 5218 Menschen in 1415 Haushalten auf einer Fläche von 21,6 Quadratkilometern.

## Gliederung
Der Bezirk besteht aus zwei Gemeinden (Mtaa) mit sieben Orten (Kitongoji):
| Shimbwe Juu - Tesheni - Kowere - Ngaruma | Shimbwe Chini - Kireiyo - Sia - Shimbwe Kati - Tembeni |

## Wirtschaft und Infrastruktur
- Landwirtschaft: In den kleinteiligen Landwirtschaften, die Hausgärten ähneln, gibt es vier Vegetationsschichten. Die oberste Schicht bilden einzelne Bäume, die Schatten spenden, Futter für die Nutztiere, Früchte und Holz liefern. Darunter werden Bananen und Kaffee angebaut, darunter Gemüse. Die Bewässerung erfolgt über kleine Teiche, die abwechselnd über Kanäle gefüllt werden. Nutztieren sind einzelne Ziegen, Schafe, Hühner und Rinder, die meist im Innenbereich gehalten werden.[4]
- Bildung: Die Shimbwe Secondary School ist eine staatliche weiterführende Schule, die rund 140 Mädchen und Burschen bis zur 4. Stufe ausbildet.[9]
- Gesundheit: Das staatliche Gesundheitszentrum Shimbwe versorgt Patienten ambulant und stationär.[10]

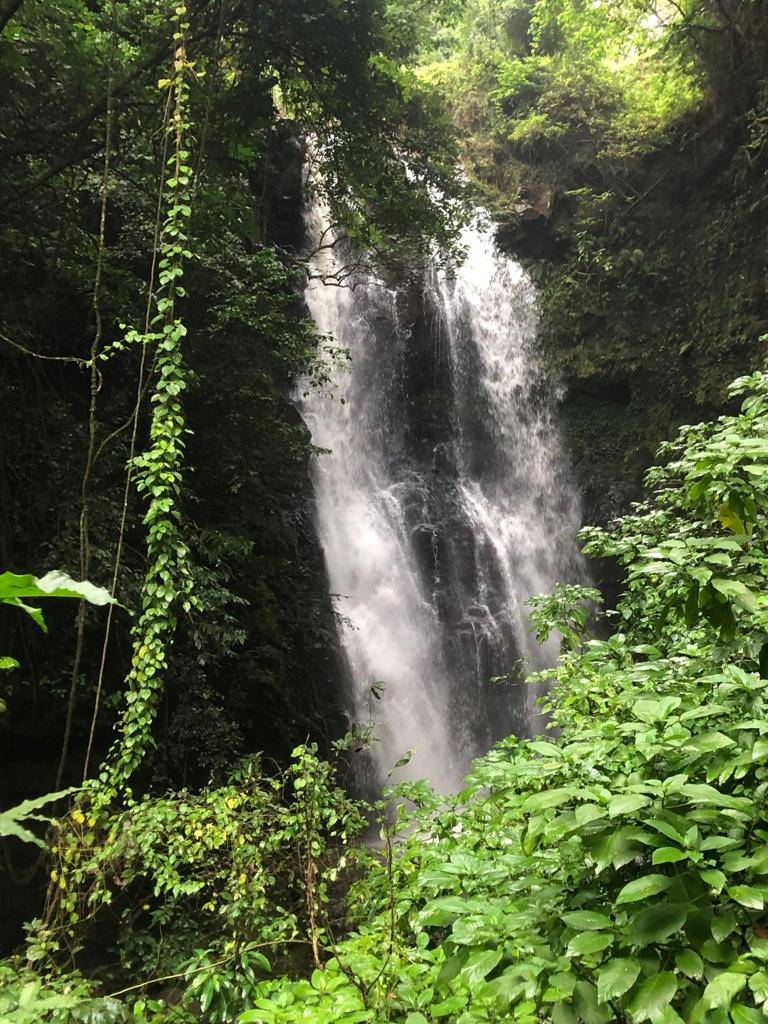
Der Osanja Wasserfall an der Uru-Shimbwe-Straße

## Sehenswürdigkeiten
Von Arusha oder Moshi aus werden Tagesausflüge zu Wasserfällen oder Kaffeeplantagen angeboten.